# 洛根鎮區 (內布拉斯加州亞當斯縣)
洛根鎮區（英語：Logan Township）是位於美國內布拉斯加州亞當斯縣的一個行政鎮區。

## 地方資料
洛根鎮區的面積為93.36平方千米，當中陸地面積為93.32平方千米，而水域面積為0.03平方千米。根據2020年美國人口普查的數據，當地共有人口61人，而人口密度為每平方千米0.65人。